# Canelas (Penafiel)
Canelas es una freguesia portuguesa del concelho de Penafiel, con 11,86 km² de superficie y 1780 habitantes (2001). Su densidad de población es de 150,1 hab/km².